# Cascade River, Tasmanien
Cascade River är ett vattendrag i Australien. Det ligger i delstaten Tasmanien, i den sydöstra delen av landet, omkring 200 kilometer norr om delstatshuvudstaden Hobart.
I omgivningarna runt Cascade River växer i huvudsak städsegrön lövskog. Runt Cascade River är det mycket glesbefolkat, med 2 invånare per kvadratkilometer. Genomsnittlig årsnederbörd är 987 millimeter. Den regnigaste månaden är augusti, med i genomsnitt 119 mm nederbörd, och den torraste är januari, med 36 mm nederbörd.